# Reichstagswahlkreis Regierungsbezirk Danzig 2

Die Wahlkreisaufteilung des Deutschen Reichs.

Der Reichstagswahlkreis Provinz Westpreußen – Regierungsbezirk Danzig 2 (Wahlkreis 19; Wahlkreis Danzig-Land, von 1893 bis 1898 Danziger Niederung-Danziger Höhe) war ein Wahlkreis für die Reichstagswahlen im Deutschen Reich und im Norddeutschen Bund von 1867 bis 1918.

## Wahlkreiszuschnitt
Der Wahlkreis umfasste den Kreis Danziger Höhe, den Kreis Danziger Niederung und die Gemeinden Stüblau, Kriefkohl, Güttland, Czattkau, Hohenstein, Rambeltsch und Kohling, den Gutsbezirk Mühlbanz, die Gemeinden Mühlbanz, Mahlin, Wiesenau, den Gutsbezirk Sobbowitz (Domäne), den Forstgutsbezirk Bechsteinwalde, die Gemeinde Klempin, die Gutsbezirke Groß-Golmkau, Klopschau, Zakrzweken, Groß-Rauschau, Klein-Golmkau, Mittel-Golmkau, den Forstgutsbezirk Schönholz, Lamenstein, die Gemeinden Postelau, Lamenstein, die Gutsbezirke Uhlkau und Senslau aus dem Landkreis Dirschau, die Wohnplätze Schellingsfelde, Zigankenberg, Heiligenbrunn, Hochstrieß, Holm und Mühlenhof aus dem Stadtkreis Danzig und die Pustkowie Krimken der Landgemeinde Scharshütte aus dem Landkreis Berent.
| Jahr | Einwohner |
| ---- | --------- |
| 1890 | 83.564    |
| 1895 | 88.746    |
| 1900 | 100.357   |
| 1905 | 106.245   |
| 1910 | 111.586   |

|      | Landwirtschaft | Industrie und Gewerbe | Handel und Dienstleistungen |
| ---- | -------------- | --------------------- | --------------------------- |
| 1895 | 62,0           | 23,0                  | 15,0                        |
| 1907 | 46,6           | 31,2                  | 22,2                        |

|      | Evangelisch | Katholisch |
| ---- | ----------- | ---------- |
| 1890 | 61,2        | 38,0       |
| 1905 | 60,3        | 38,7       |
| 1910 | 60,1        | 38,9       |

## Abgeordnete
| Wahl                                 | Abgeordneter                 | Partei              | Bild |
| ------------------------------------ | ---------------------------- | ------------------- | ---- |
| Reichstagswahl Februar 1867 bis 1871 | Achatius von Auerswald       | Konservative Partei | 0    |
| Reichstagswahl 1871 bis 1874         | Gustav von Diest             | Konservative Partei |      |
| Reichstagswahl 1874 bis 1878         | Wilhelm Albrecht             | NLP                 | 0    |
| Reichstagswahl 1878 bis 1881         | Joseph Michalski             | Zentrum             | 0    |
| Reichstagswahl 1881 bis 1884         | Friedrich Wilhelm Landmesser | Zentrum             | 0    |
| Reichstagswahl 1884 bis 1887         | Alfred von Gramatzki         | Konservative Partei | 0    |
| Reichstagswahl 1887 bis 1890         | Archibald von Gramatzki      | Konservative Partei | 0    |
| Reichstagswahl 1890 bis 1893         | Amandus Mey                  | Zentrum             | 0    |
| Reichstagswahl 1893 bis 1898         | Paul Meyer                   | Reichspartei        | 0    |
| Reichstagswahl 1898 bis 1918         | Franz Doerksen               | Reichspartei        |      |

## Wahlen

### 1867 (Februar)
Es fand nur ein Wahlgang statt.
| Kandidat               | Partei              | Stimmen | in % | Anmerkungen |
| ---------------------- | ------------------- | ------- | ---- | ----------- |
| Achatius von Auerswald | Konservative Partei | 6218    | 0    | 0           |

### 1867 (August)
Es fand nur ein Wahlgang statt.
| Kandidat               | Partei              | Stimmen | in % | Anmerkungen |
| ---------------------- | ------------------- | ------- | ---- | ----------- |
| Achatius von Auerswald | Konservative Partei | 4001    | 0    | 0           |

### 1871
Es fanden zwei Wahlgänge statt. Im ersten Wahlgang ergab sich folgendes Ergebnis:
| Kandidat                | Partei              | Stimmen | in % | Anmerkungen |
| ----------------------- | ------------------- | ------- | ---- | ----------- |
| Wilhelm von Brauchitsch | Konservative Partei | 2715    | 0    | 0           |
|                         | NLP                 | 1200    | 0    | 0           |
|                         | P                   | 1800    | 0    | 0           |
| Sonstige                | 0                   | 47      | 0    | 0           |

In der Stichwahl ergab sich folgendes Ergebnis:
| Kandidat                | Partei              | Stimmen | in % | Anmerkungen |
| ----------------------- | ------------------- | ------- | ---- | ----------- |
| Wilhelm von Brauchitsch | Konservative Partei | 3976    | 0    | 0           |
|                         | P                   | 2292    | 0    | 0           |

### Nachwahl 1871
Wilhelm von Brauchitsch lehnte das Mandat wegen Doppelwahl ab und es kam zu einer Nachwahl am 12. April 1871. Es fanden ein Wahlgang statt.
| Kandidat         | Partei              | Stimmen | in % | Anmerkungen |
| ---------------- | ------------------- | ------- | ---- | ----------- |
| Gustav von Diest | Konservative Partei | 2602    | 0    | 0           |
|                  | NLP                 | 1211    | 0    | 0           |
|                  | Zentrum             | 627     | 0    | 0           |
|                  | P                   | 186     | 0    | 0           |
| Sonstige         | 0                   | 9       | 0    | 0           |

### 1874
Es fanden zwei Wahlgänge statt. Im ersten Wahlgang ergab sich folgendes Ergebnis:
| Kandidat         | Partei              | Stimmen | in % | Anmerkungen |
| ---------------- | ------------------- | ------- | ---- | ----------- |
| Wilhelm Albrecht | NLP                 | 3502    | 0    | 0           |
|                  | Konservative Partei | 1521    | 0    | 0           |
|                  | F                   | 143     | 0    | 0           |
|                  | Zentrum             | 3634    | 0    | 0           |
| Sonstige         | 0                   | 34      | 0    | 0           |

In der Stichwahl ergab sich folgendes Ergebnis:
| Kandidat         | Partei  | Stimmen | in % | Anmerkungen |
| ---------------- | ------- | ------- | ---- | ----------- |
| Wilhelm Albrecht | NLP     | 6913    | 0    | 0           |
|                  | Zentrum | 4136    | 0    | 0           |

### 1877
Es fanden zwei Wahlgänge statt. Im ersten Wahlgang ergab sich folgendes Ergebnis:
| Kandidat         | Partei              | Stimmen | in % | Anmerkungen |
| ---------------- | ------------------- | ------- | ---- | ----------- |
| Wilhelm Albrecht | NLP                 | 2439    | 0    | 0           |
|                  | Konservative Partei | 2278    | 0    | 0           |
|                  | Zentrum             | 3728    | 0    | 0           |
| Sonstige         | 0                   | 27      | 0    | 0           |

In der Stichwahl ergab sich folgendes Ergebnis:
| Kandidat         | Partei  | Stimmen | in % | Anmerkungen |
| ---------------- | ------- | ------- | ---- | ----------- |
| Wilhelm Albrecht | NLP     | 5766    | 0    | 0           |
|                  | Zentrum | 4727    | 0    | 0           |

### 1878
Es fanden zwei Wahlgänge statt. Im ersten Wahlgang ergab sich folgendes Ergebnis:
| Kandidat         | Partei              | Stimmen | in % | Anmerkungen |
| ---------------- | ------------------- | ------- | ---- | ----------- |
|                  | NLP                 | 2698    | 0    | 0           |
|                  | Konservative Partei | 2219    | 0    | 0           |
| Joseph Michalski | Zentrum             | 3685    | 0    | 0           |
| Sonstige         | 0                   | 65      | 0    | 0           |

In der Stichwahl ergab sich folgendes Ergebnis:
| Kandidat         | Partei  | Stimmen | in % | Anmerkungen |
| ---------------- | ------- | ------- | ---- | ----------- |
|                  | NLP     | 4159    | 0    | 0           |
| Joseph Michalski | Zentrum | 4396    | 0    | 0           |

### 1881
Es fand ein Wahlgang statt.
| Kandidat                     | Partei              | Stimmen | in % | Anmerkungen |
| ---------------------------- | ------------------- | ------- | ---- | ----------- |
|                              | LibB                | 2837    | 0    | 0           |
|                              | Konservative Partei | 43      | 0    | 0           |
| Friedrich Wilhelm Landmesser | Zentrum             | 6404    | 0    | 0           |
| Sonstige                     | 0                   | 29      | 0    | 0           |

### 1884
Es fanden zwei Wahlgänge statt. Die Zahl der Wahlberechtigten betrug 15.338 und die Zahl der abgegebenen Stimmen im ersten Wahlgang 8277 von denen 19 ungültig waren. Die Wahlbeteiligung betrug 54,1 %.
| Kandidat             | Partei              | Stimmen | in % | Anmerkungen |
| -------------------- | ------------------- | ------- | ---- | ----------- |
|                      | F                   | 1735    | 0    | 0           |
| Alfred von Gramatzki | Konservative Partei | 2868    | 0    | 0           |
|                      | Zentrum             | 3585    | 0    | 0           |
| Sonstige             | 0                   | 89      | 0    | 0           |

In der Stichwahl betrug die Zahl der abgegebenen Stimmen im ersten Wahlgang 8839 von denen 53 ungültig waren. Die Wahlbeteiligung betrug 58 %.
| Kandidat             | Partei              | Stimmen | in % | Anmerkungen |
| -------------------- | ------------------- | ------- | ---- | ----------- |
| Alfred von Gramatzki | Konservative Partei | 4578    | 0    | 0           |
|                      | Zentrum             | 4261    | 0    | 0           |

### 1887
Es fanden zwei Wahlgänge statt. Die Zahl der Wahlberechtigten betrug 15.750 und die Zahl der abgegebenen Stimmen im ersten Wahlgang 11.205 von denen 9 ungültig waren. Die Wahlbeteiligung betrug 71,2 %.
| Kandidat                | Partei              | Stimmen | in % | Anmerkungen |
| ----------------------- | ------------------- | ------- | ---- | ----------- |
|                         | F                   | 1626    | 0    | 0           |
| Archibald von Gramatzki | Konservative Partei | 5596    | 0    | 0           |
|                         | Zentrum             | 3881    | 0    | 0           |
|                         | SPD                 | 82      | 0    | 0           |
| Sonstige                | 0                   | 20      | 0    | 0           |

In der Stichwahl betrug die Zahl der abgegebenen Stimmen 12.082 von denen 17 ungültig waren. Die Wahlbeteiligung betrug 76,8 %.
| Kandidat                | Partei              | Stimmen | in % | Anmerkungen |
| ----------------------- | ------------------- | ------- | ---- | ----------- |
| Archibald von Gramatzki | Konservative Partei | 6623    | 0    | 0           |
|                         | Zentrum             | 5459    | 0    | 0           |

### 1890
Für die Hauptwahl sind keine Abkommen der Parteien überliefert. Es fanden zwei Wahlgänge statt. Die Zahl der Wahlberechtigten betrug 15.699 und die Zahl der abgegebenen Stimmen im ersten Wahlgang 10.302 von denen 28 ungültig waren. Die Wahlbeteiligung betrug 65,6 %.
| Kandidat                | Partei              | Stimmen | in % | Anmerkungen |
| ----------------------- | ------------------- | ------- | ---- | ----------- |
|                         | Deutsch-Freisinn    | 2372    | 23,1 | 0           |
| Archibald von Gramatzki | Konservative Partei | 3903    | 38,0 | 0           |
|                         | Polen               | 752     | 7,3  | 0           |
| Amandus Mey             | Zentrum             | 2602    | 25,3 | 0           |
|                         | SPD                 | 582     | 5,7  | 0           |
| Sonstige                | 0                   | 63      | 0,6  | 0           |

Die Deutsch-Freisinnigen unterstützen in der Stichwahl den Kandidaten des Zentrums. In der Stichwahl betrug die Zahl der abgegebenen Stimmen 10.364 von denen 35 ungültig waren. Die Wahlbeteiligung betrug 66,0 %.
| Kandidat                | Partei              | Stimmen | in % | Anmerkungen |
| ----------------------- | ------------------- | ------- | ---- | ----------- |
| Archibald von Gramatzki | Konservative Partei | 4543    | 44,0 | 0           |
| Amandus Mey             | Zentrum             | 5786    | 56,0 | 0           |

### 1893
Für die Hauptwahl sind keine Abkommen der Parteien überliefert. Es fanden zwei Wahlgänge statt. Die Zahl der Wahlberechtigten betrug 15.724 und die Zahl der abgegebenen Stimmen im ersten Wahlgang 10.282 von denen 13 ungültig waren. Die Wahlbeteiligung betrug 65,4 %.
| Kandidat        | Partei                  | Stimmen | in % | Anmerkungen |
| --------------- | ----------------------- | ------- | ---- | ----------- |
| Gustav Dau      | Freisinnige Volkspartei | 1599    | 15,6 | 0           |
| Paul Meyer      | Reichspartei            | 4052    | 39,5 | 0           |
| Wiktor Kulerski | Polen                   | 1207    | 11,7 | 0           |
| Amandus Mey     | Zentrum                 | 1884    | 18,3 | 0           |
| Otto Jochem     | SPD                     | 1469    | 14,3 | 0           |
| Sonstige        | 0                       | 58      | 0,6  | 0           |

Die Freisinnige Volkspartei unterstützen in der Stichwahl den Kandidaten des Zentrums. In der Stichwahl betrug die Zahl der abgegebenen Stimmen 9562 von denen 175 ungültig waren. Die Wahlbeteiligung betrug 60,8 %.
| Kandidat    | Partei       | Stimmen | in % | Anmerkungen |
| ----------- | ------------ | ------- | ---- | ----------- |
| Paul Meyer  | Reichspartei | 4885    | 52,0 | 0           |
| Amandus Mey | Zentrum      | 4502    | 48,0 | 0           |

### 1898
Der BdL unterstützte den konservativen Kandidaten. Es fanden zwei Wahlgänge statt. Die Zahl der Wahlberechtigten betrug 17.965 und die Zahl der abgegebenen Stimmen im ersten Wahlgang 11.005 von denen 17 ungültig waren. Die Wahlbeteiligung betrug 61,3 %.
| Kandidat              | Partei       | Stimmen | in % | Anmerkungen                 |
| --------------------- | ------------ | ------- | ---- | --------------------------- |
| Max Schahnasjan       | FVg          | 1418    | 12,9 | Hofbesitzer in Altdorf, MdL |
| Schulz                | Konservativ  | 29      | 0,3  | 0                           |
| Anton von Wolszlegier | Polen        | 810     | 7,4  | 0                           |
| Franz Doerksen        | Reichspartei | 4255    | 38,7 | 0                           |
| Bialk                 | Zentrum      | 3246    | 29,5 | Pfarrer in Langenau         |
| Franz Storch          | SPD          | 192     | 10,8 | 0                           |
| Sonstige              | 0            | 38      | 0,4  | 0                           |

Es sind keine Parteivereinbarungen zur Stichwahl überliefert. In der Stichwahl betrug die Zahl der abgegebenen Stimmen 10.759 von denen 167 ungültig waren. Die Wahlbeteiligung betrug 59,9 %.
| Kandidat       | Partei       | Stimmen | in % | Anmerkungen |
| -------------- | ------------ | ------- | ---- | ----------- |
| Franz Doerksen | Reichspartei | 5840    | 55,1 | 0           |
| Bialk          | Zentrum      | 4752    | 44,9 | 0           |

### 1903
Der BdL sowie die NLP unterstützte den konservativen Kandidaten. Es fanden zwei Wahlgänge statt. Die Zahl der Wahlberechtigten betrug 21.075 und die Zahl der abgegebenen Stimmen im ersten Wahlgang 13.193 von denen 113 ungültig waren. Die Wahlbeteiligung betrug 62,6 %.
| Kandidat              | Partei       | Stimmen | in % | Anmerkungen            |
| --------------------- | ------------ | ------- | ---- | ---------------------- |
| Max Schahnasjan       | FVg          | 1059    | 8,1  | 0                      |
| Anton von Wolszlegier | Polen        | 1395    | 10,7 | 0                      |
| Franz Doerksen        | Reichspartei | 4661    | 35,6 | 0                      |
| Amandus Mey           | Zentrum      | 3289    | 25,1 | 0                      |
| Franz Scharmer        | Zentrum      | 63      | 0,5  | Pfarrer in Danzig      |
| Adolf Bartel          | SPD          | 2539    | 19,4 | Kassenführer in Danzig |
| Sonstige              | 0            | 74      | 0,6  | 0                      |

Es sind keine Parteivereinbarungen zur Stichwahl überliefert. In der Stichwahl betrug die Zahl der abgegebenen Stimmen 11.894 von denen 411 ungültig waren. Die Wahlbeteiligung betrug 56,4 %.
| Kandidat       | Partei       | Stimmen | in % | Anmerkungen |
| -------------- | ------------ | ------- | ---- | ----------- |
| Franz Doerksen | Reichspartei | 6596    | 57,4 | 0           |
| Amandus Mey    | Zentrum      | 4887    | 42,6 | 0           |

### 1907
Der BdL sowie die NLP unterstützte den konservativen Kandidaten. Es fanden zwei Wahlgänge statt. Die Zahl der Wahlberechtigten betrug 21.511 und die Zahl der abgegebenen Stimmen im ersten Wahlgang 16.504 von denen 131 ungültig waren. Die Wahlbeteiligung betrug 76,7 %.
| Kandidat        | Partei       | Stimmen | in % | Anmerkungen               |
| --------------- | ------------ | ------- | ---- | ------------------------- |
| Max Schahnasjan | FVg          | 1132    | 6,9  | 0                         |
| Kowalski        | Polen        | 1170    | 7,1  | Redakteur in Danzig       |
| Franz Doerksen  | Reichspartei | 7222    | 44,1 | 0                         |
| Amandus Mey     | Zentrum      | 3951    | 28,9 | 0                         |
| Franz Scharmer  | Zentrum      | 36      | 0,2  | 0                         |
| Louis Güth      | SPD          | 2724    | 19,9 | Tischlermeister in Danzig |
| Hermann Trilse  | SPD          | 63      | 0,4  | 0                         |
| Sonstige        | 0            | 75      | 0,5  | 0                         |

Die Freisinnige Volkspartei rief zur Wahl des freikonservativen Kandidaten auf. In der Stichwahl betrug die Zahl der abgegebenen Stimmen 16.049 von denen 159 ungültig waren. Die Wahlbeteiligung betrug 74,6 %.
| Kandidat       | Partei       | Stimmen | in % | Anmerkungen |
| -------------- | ------------ | ------- | ---- | ----------- |
| Franz Doerksen | Reichspartei | 8912    | 56,1 | 0           |
| Amandus Mey    | Zentrum      | 6978    | 43,9 | 0           |

### 1912
Es gab keine Wahlkreisabkommen der Parteien. Es fanden zwei Wahlgänge statt. Die Zahl der Wahlberechtigten betrug 24.621 und die Zahl der abgegebenen Stimmen im ersten Wahlgang 19.271 von denen 61 ungültig waren. Die Wahlbeteiligung betrug 78,3 %.
| Kandidat        | Partei       | Stimmen | in % | Anmerkungen                             |
| --------------- | ------------ | ------- | ---- | --------------------------------------- |
| Franz Hardtmann | FoVP         | 3697    | 19,2 | 0                                       |
| Rudolf Dentler  | M            | 34      | 0,2  | Kaufmann und Stadtverordneter in Danzig |
| Kupczynski      | Polen        | 1012    | 5,3  | Probst in Groß Gartz/Marienwerder       |
| Etrus Dunajski  | Polen        | 28      | 0,1  | Pfarrer in Lippusch/Berent              |
| Franz Doerksen  | Reichspartei | 4709    | 44,1 | 0                                       |
| Julius Gehl     | SPD          | 5272    | 27,5 | 0                                       |
| Hans Marckwald  | SPD          | 33      | 0,2  | 0                                       |
| Schümmer        | Zentrum      | 4377    | 22,8 | Arbeitersekretär in Danzig              |
| Sonstige        | 0            | 48      | 0,3  | 0                                       |

Das Zentrum rief zur Wahl Doerksens auf. In der Stichwahl betrug die Zahl der abgegebenen Stimmen 19.346 von denen 223 ungültig waren. Die Wahlbeteiligung betrug 78,6 %.
| Kandidat       | Partei       | Stimmen | in % | Anmerkungen |
| -------------- | ------------ | ------- | ---- | ----------- |
| Franz Doerksen | Reichspartei | 11.529  | 60,3 | 0           |
| Julius Gehl    | SPD          | 7594    | 39,7 | 0           |